# Liste der Boxweltmeister im Weltergewicht
Diese Liste der Boxweltmeister im Weltergewicht bietet sowohl eine Übersicht über alle universellen Boxweltmeister als auch alle des ehemaligen Verbandes NYSAC sowie alle des Verbandes NBA (die NBA wurde im Jahre 1962 in WBA umbenannt) und alle der vier anerkannten und aktuell tätigen Weltverbände (WBC, WBA, IBF, WBO) im Weltergewicht in chronologischen Reihenfolgen in separaten Tabellen. Die WBA-Superchampions sind sowohl in der chronologischen WBA-Tabelle als auch in einer separaten Tabelle gelistet. Der Status des Superchampions der WBA ist höher gereiht als der des regulären. Daher ist der WBA-Superchampion der eigentliche Weltmeister. Die WBO gehört erst seit 2007 zu den bedeutenden Verbänden.

## Universal
| Nr. | Weltmeister                | Von                | Bis                |
| --- | -------------------------- | ------------------ | ------------------ |
| 1   | Paddy Duffy                | 29. März 1889      | 1890               |
| 2   | Mysterious Billy Smith     | 14. Dezember 1892  | 26. Juli 1894      |
| 3   | Tommy Ryan                 | 26. Juli 1894      | 1898               |
| 4   | Mysterious Billy Smith (2) | 25. August 1898    | 15. Januar 1900    |
| 5   | Rube Ferns                 | 15. Januar 1900    | 16. Oktober 1900   |
| 6   | Matty Matthews             | 16. Oktober 1900   | 24. Mai 1901       |
| 7   | Rube Ferns                 | 24. Mai 1901       | 18. Dezember 1901  |
| 8   | Joe Walcott                | 18. Dezember 1901  | 29. April 1904     |
| 9   | Dixie Kid                  | 29. April 1904     | 1904               |
| 10  | Honey Mellody              | 16. Oktober 2006   | 23. April 2007     |
| 11  | Mike Twin Sullivan         | 23. April 1907     | 1908               |
| 12  | Harry Lewis                | 20. April 1908     | Januar 1911        |
| 13  | Matt Wells                 | 21. März 1914      | 1. Juni 1915       |
| 14  | Mike Glover                | 1. Juni 1915       | 22. Juni 1915      |
| 15  | Jack Britton               | 22. Juni 1915      | 31. August 1915    |
| 16  | Ted Lewis                  | 31. August 1915    | 24. April 1916     |
| 17  | Jack Britton (2)           | 24. April 1916     | 25. Juni 1917      |
| 18  | Ted Lewis (2)              | 25. Juni 1917      | 17. März 1919      |
| 19  | Jack Britton (3)           | 17. März 1919      | 1. November 1922   |
| 20  | Mickey Walker              | 1. November 1922   | 20. Mai 1926       |
| 21  | Pete Latzo                 | 20. Mai            | 3. Juni            |
| 22  | Joe Dundee                 | 3. Juni 1927       | 25. Juli 1929      |
| 23  | Jack Thompson              | 9. Mai 1930        | 5. September 1930  |
| 24  | Tommy Freeman              | 5. September 1930  | 14. April 1931     |
| 25  | Jack Thompson (2)          | 14. April 1931     | 23. Oktober 1931   |
| 26  | Lou Brouillard             | 23. Oktober 1931   | 28. Januar 1932    |
| 27  | Jackie Fields              | 28. Januar 1932    | 22. Februar 1933   |
| 28  | Young Corbett III          | 22. Februar 1933   | 29. Mai 1933       |
| 29  | Jimmy McLarnin             | 29. Mai 1933       | 28. Mai 1934       |
| 30  | Barney Ross                | 28. Mai 1934       | 17. September 1934 |
| 31  | Jimmy McLarnin (2)         | 17. September 1934 | 28. Mai 1935       |
| 32  | Barney Ross                | 28. Mai 1935       | 31. Mai 1938       |
| 33  | Henry Armstrong            | 31. Mai 1938       | 4. Oktober 1940    |
| 34  | Fritzie Zivic              | 4. Oktober 1940    | 29. Juli 1941      |
| 35  | Freddie Cochrane           | 29. Juli 1941      | 1. Februar 1946    |
| 36  | Marty Servo                | 1. Februar 1946    | 1946               |
| 37  | ´ Sugar Ray Robinson       | 20. Dezember 1946  | 9. August 1950     |
| 38  | Johnny Bratton             | 14. März 1951      | 18. Mai 1951       |
| 39  | Kid Gavilán                | 18. Mai 1951       | 20. Oktober 1954   |
| 40  | Johnny Saxton              | 20. Oktober 1954   | 1. April 1955      |
| 41  | Tony DeMarco               | 1. April 1955      | 10. Juni 1955      |
| 42  | Carmen Basilio             | 10. Juni 1955      | 14. März 1956      |
| 43  | Virgil Akins               | 6. Juni 1958       | 5. Dezember 1958   |
| 44  | Don Jordan                 | 5. Dezember 1958   | 27. Mai 1960       |
| 45  | Benny Paret                | 27. Mai 1960       | 1. April 1961      |
| 46  | Emile Griffith             | 1. April 1961      | 30. September 1961 |
| 47  | Benny Paret (2)            | 30. September 1961 | 24. März 1962      |
| 48  | Emile Griffith (2)         | 24. März 1962      | 8. Dezember 1962   |

## NYSAC
| Nr. | Weltmeister        | Von               | Bis              | Anzahl der Titelverteidigungen |
| --- | ------------------ | ----------------- | ---------------- | ------------------------------ |
| 1   | Jimmy Jones        | 27. Juli 1923     | 1924             | 1                              |
| 2   | Joe Dundee         | 23. Juni 1927     | 17. Juni 1927    | 0                              |
| 3   | Sugar Ray Robinson | 20. Dezember 1946 | 14. Februar 1951 | 0                              |
| 4   | Hedgemon Lewis     | 16. Juni 1972     | 3. August 1974   | 1                              |

## WBC
| Weltmeister              | Amt       |
| ------------------------ | --------- |
| Emile Griffith           | 1962–1963 |
| Luis Manuel Rodriguez    | 1963      |
| Emile Griffith (2)       | 1963–1966 |
| Curtis Cokes             | 1966–1969 |
| José Nápoles             | 1969–1970 |
| Billy Backus             | 1970–1971 |
| José Nápoles (2)         | 1971–1975 |
| John H. Stracey          | 1975–1976 |
| Carlos Palomino          | 1976–1979 |
| Wilfred Benitez          | 1979      |
| Sugar Ray Leonard        | 1979–1980 |
| Roberto Duran            | 1980      |
| Sugar Ray Leonard (2)    | 1980–1982 |
| Milton McCrory           | 1983–1985 |
| Donald Curry             | 1985–1986 |
| Lloyd Honeyghan          | 1986–1987 |
| Jorge Vaca               | 1987–1988 |
| Lloyd Honeyghan (2)      | 1988–1989 |
| Marlon Starling          | 1989–1990 |
| Maurice Blocker          | 1990–1991 |
| Simon Brown              | 1991      |
| Buddy McGirt             | 1991–1993 |
| Pernell Whitaker         | 1993–1997 |
| Óscar de la Hoya         | 1997–1999 |
| Félix Trinidad           | 1999–2000 |
| Óscar de la Hoya (2)     | 2000      |
| Shane Mosley             | 2000–2002 |
| Vernon Forrest           | 2002–2003 |
| Ricardo Mayorga          | 2003      |
| Cory Spinks              | 2003–2005 |
| Zab Judah                | 2005–2006 |
| Carlos Manuel Baldomir   | 2006      |
| Floyd Mayweather Jr.     | 2006–2008 |
| Andre Berto              | 2008–2011 |
| Victor Ortiz             | 2011      |
| Floyd Mayweather Jr. (2) | 2011–2015 |
| Danny Garcia             | 2016–2017 |
| Keith Thurman            | 2017–2018 |
| Shawn Porter             | seit 2018 |

## NBA
| Nr. | Weltmeister        | Von               | Bis               | Anzahl der Titelverteidigungen |
| --- | ------------------ | ----------------- | ----------------- | ------------------------------ |
| 1   | Mickey Walker      | 2. Juni 1924      | 1924              | 1                              |
| 2   | Jackie Fields      | 25. März 1929     | 25. Juli 1929     | 1                              |
| 3   | Jack Thompson      | 9. Mai 1930       | 5. September 1930 | 1                              |
| 4   | Tommy Freeman      | 5. September 1930 | 14. April 1931    | 0                              |
| 5   | Jack Thompson (2)  | 14. April 1931    | 23. Oktober 1931  | 0                              |
| 6   | Lou Brouillard     | 23. Oktober 1931  | 28. Januar 1932   | 0                              |
| 7   | Jackie Fields (2)  | 28. Januar 1932   | 22. Februar 1933  | 0                              |
| 8   | Young Corbett III  | 22. Februar 1933  | 29. Mai 1933      | 0                              |
| 9   | Sugar Ray Robinson | 20. Dezember 1946 | 14. Februar 1951  | 0                              |
| 10  | Johnny Bratton     | 14. März 1951     | 18. Mai 1951      | 0                              |
| 11  | Kid Gavilán        | 18. Mai 1951      | 20. Oktober 1954  | 1                              |

## WBA
| Weltmeister           | Amt       |
| --------------------- | --------- |
| Emile Griffith        | 1962–1963 |
| Luis Manuel Rodriguez | 1963      |
| Emile Griffith (2)    | 1963–1966 |
| Curtis Cokes          | 1966–1969 |
| José Nápoles          | 1969–1970 |
| Billy Backus          | 1970–1971 |
| José Nápoles (2)      | 1971–1975 |
| Angel Espada          | 1975–1976 |
| Pipino Cuevas         | 1976–1980 |
| Thomas Hearns         | 1980–1981 |
| Sugar Ray Leonard     | 1981–1982 |
| Donald Curry          | 1983–1986 |
| Lloyd Honeyghan       | 1986–1987 |
| Mark Breland          | 1987      |
| Marlon Starling       | 1987–1988 |
| Tomás Molinares       | 1988      |
| Mark Breland (2)      | 1989–1990 |
| Aaron Davis           | 1990–1991 |
| Meldrick Taylor       | 1991–1992 |
| Crisanto España       | 1992–1994 |
| Ike Quartey           | 1994–1998 |
| James Page            | 1998–2000 |
| Andrew Lewis          | 2001–2002 |
| Ricardo Mayorga       | 2002–2003 |
| Jose Antonio Rivera   | 2003–2005 |
| Cory Spinks           | 2003–2005 |
| Zab Judah             | 2005–2006 |
| Luis Collazo          | 2005–2006 |
| Ricky Hatton          | 2006      |
| Miguel Angel Cotto    | 2006–2008 |
| Antonio Margarito     | 2008–2009 |
| Yuriy Nuzhnenko       | 2008–2009 |
| Shane Mosley          | 2009–2010 |
| Vyacheslav Senchenko  | 2009–2012 |
| Paul Malignaggi       | 2012–2013 |
| Adrien Broner         | 2013      |
| Marcos Maidana        | 2013–2014 |
| Floyd Mayweather Jr.  | 2014–2016 |
| Keith Thurman         | seit 2015 |
| David Avanesyan       | 2017      |
| Lamont Peterson       | 2017      |
| Lucas Matthysse       | 2018      |
| Manny Pacquiao        | seit 2018 |

### WBA-Superchampions
| Weltmeister          | Amt       |
| -------------------- | --------- |
| Ricardo Mayorga      | 2003      |
| Cory Spinks          | 2003–2005 |
| Zab Judah            | 2005–2006 |
| Shane Mosley         | 2009–2010 |
| Floyd Mayweather Jr. | 2014–2016 |
| Keith Thurman        | seit 2017 |

## IBF
| Weltmeister          | Amt       |
| -------------------- | --------- |
| Donald Curry         | 1984–1986 |
| Lloyd Honeyghan      | 1986–1987 |
| Simon Brown          | 1988–1991 |
| Maurice Blocker      | 1991–1993 |
| Félix Trinidad       | 1993–2000 |
| Vernon Forrest       | 2001      |
| Michele Piccirillo   | 2002–2003 |
| Cory Spinks          | 2003–2005 |
| Zab Judah            | 2005–2006 |
| Floyd Mayweather Jr. | 2006      |
| Kermit Cintrón       | 2006–2008 |
| Antonio Margarito    | 2008      |
| Joshua Clottey       | 2008–2009 |
| Isaac Hlatshwayo     | 2009      |
| Dejan Zavec          | 2009–2011 |
| Andre Berto          | 2011      |
| Randall Bailey       | 2011–2012 |
| Devon Alexander      | 2012–2013 |
| Shawn Porter         | 2013–2014 |
| Kell Brook           | 2014–2017 |
| Errol Spence         | seit 2017 |

## WBO
| Weltmeister                 | Amt       |
| --------------------------- | --------- |
| Genaro Léon                 | 1989      |
| Manning Galloway            | 1989–1993 |
| Gert Bo Jacobsen            | 1993      |
| Eamonn Loughran             | 1993–1996 |
| Luis Lopez                  | 1996      |
| Michael Loewe               | 1997      |
| Achmed Jakubowitsch Kotijew | 1998–2000 |
| Daniel Santos               | 2000–2002 |
| Antonio Margarito           | 2002–2007 |
| Paul Williams               | 2007–2008 |
| Carlos Quintana             | 2008      |
| Paul Williams (2)           | 2008      |
| Miguel Angel Cotto          | 2009      |
| Manny Pacquiao              | 2009–2012 |
| Timothy Bradley             | 2012–2014 |
| Manny Pacquiao (2)          | 2014–2015 |
| Floyd Mayweather Jr.        | 2015      |
| Timothy Bradley (2)         | 2015–2016 |
| Jessie Vargas               | 2016      |
| Manny Pacquiao (3)          | 2016–2017 |
| Jeff Horn                   | 2017–2018 |
| Terence Crawford            | seit 2018 |